# 秦牧故居
秦牧故居，位于中国广东省汕头市澄海区东里镇观一村索铺巷39号，2005年8月16日公布为汕头市文物保护单位，类型为近现代重要史迹及代表性建筑。
秦牧故居的历史年代为近代。